# Твін-Лейкс (округ Адамс, Колорадо)
Твін-Лейкс (англ. Twin Lakes) — переписна місцевість (CDP) в США, в окрузі Адамс штату Колорадо. Населення — 8226 осіб (2020).

## Географія
Твін-Лейкс розташований за координатами 39°49′22″ пн. ш. 105°0′14″ зх. д. / 39.82278° пн. ш. 105.00389° зх. д. (39.822719, -105.003969).  За даними Бюро перепису населення США в 2010 році переписна місцевість мала площу 4,32 км², з яких 4,27 км² — суходіл та 0,04 км² — водойми.

## Демографія
Згідно з переписом 2010 року, у селищі мешкала 6101 особа в 2081 домогосподарстві у складі 1464 родин. Густота населення становила 1413 особи/км².  Було 2239 помешкань (519/км²).
Расовий склад населення:
| - 71,8 % — білих - 3,2 % — азіатів - 1,9 % — корінних американців - 1,3 % — чорних або афроамериканців - 0,1 % — вихідців з тихоокеанських островів - 18,4 % — осіб інших рас |

До двох чи більше рас належало 3,3 %. Частка іспаномовних становила 60,7 % від усіх жителів.
За віковим діапазоном населення розподілялося таким чином: 26,3 % — особи молодші 18 років, 60,6 % — особи у віці 18—64 років, 13,1 % — особи у віці 65 років та старші. Медіана віку мешканця становила 34,0 року. На 100 осіб жіночої статі у селищі припадало 106,3 чоловіків;  на 100 жінок у віці від 18 років та старших — 106,0 чоловіків також старших 18 років.
Середній дохід на одне домашнє господарство  становив 53 939 доларів США (медіана — 45 417), а середній дохід на одну сім'ю — 59 703 долари (медіана — 52 660). Медіана доходів становила 36 338 доларів для чоловіків та 33 352 долари для жінок. За межею бідності перебувало 20,0 % осіб, у тому числі 29,6 % дітей у віці до 18 років та 11,8 % осіб у віці 65 років та старших.
Цивільне працевлаштоване населення становило 3230 осіб. Основні галузі зайнятості: будівництво — 18,9 %, роздрібна торгівля — 15,6 %, науковці, спеціалісти, менеджери — 12,4 %, освіта, охорона здоров'я та соціальна допомога — 11,7 %.